# 自由度
自由度（じゆうど、英語: degree of freedom）とは、一般に、変数のうち独立に選べるものの数、すなわち、全変数の数から、それら相互間に成り立つ関係式（束縛条件、拘束条件）の数を引いたものである。数学的に言えば、多様体の次元である。「自由度1」、「1自由度」などと表現する。
自由度は、力学、機構学、統計学などで使用され、意味は上記の定義に準じるが、それぞれの具体的に示唆する処は異なる。

## 力学
力学では、系を構成する全質点の座標のうち、独立に決定できるものの数をいう。
- 1質点：3次元空間での並進が許されている場合、自由度は3である。
- 2質点系：それぞれの質点が独立に運動する場合、自由度は6である。両者の質量中心を系の代表座標とし、重心の並進3自由度、重心回りの回転2自由度、重心をはさむ2質点間の相対距離の変化すなわち振動1自由度によって表現されることが多い。
- 剛体：n 質点系（ただし n ≥ 3）において、全質点間の相対距離が不変であるという代数的な拘束条件が課される。このため、系全体の自由度は並進3自由度、回転3自由度の計6自由度となる。平面上に運動が拘束されているならば、並進2自由度、回転1自由度の計3自由度となる。

関連項目：統計力学、エネルギー等配分の法則

## 機構学
機構学においては、機構全体の構造を決定する可動変数の数を指す。機構を構成するリンクは剛体とみなされるため力学における定義に準じ、さらにリンクの接点である対偶によって拘束条件が代数的に表現されるため、自由度計算の定式化が比較的容易である。
例えば、平面上において1自由度対偶および2自由度対偶からなる機構の全自由度は次式で表される。
{\displaystyle f=3(n-1)-2n_{1}-n_{2}.}
ただし f は自由度、n はリンクの数、n1 は自由度1の対偶の総数、n2 は自由度2の対偶の総数である。また、機構をなすリンクのうち一つは空間に固定されているとする。
例えば、リンクの数が5、自由度1の対偶の総数が5である平面5節閉リンク系の自由度は、
{\displaystyle f=3\times (5-1)-2\times 5=2}
である。
立体構造をとる機構の自由度を表す式は次の通りである。
{\displaystyle f=6(n-1)-\sum _{i}^{}(6-i)n_{i}.}
ただし自由度 i の対偶の総数を ni としている。
移動機構、すなわち脚型ロボット、人工衛星などでは、基底となる一つのリンクは空間に固定されておらず、平面の場合3自由度対偶、立体の場合6自由度対偶によって仮想的に慣性系に結合されていると見なす。さらに、慣性系もリンクの一つに加えられる。例えると、全ての関節が1自由度関節からなり、片腕に7リンク7関節、片脚に6リンク6関節を持つ26関節ヒューマノイドロボットの場合、胴体リンクと慣性系を加えて全28リンクとなるので、全自由度は、
{\displaystyle f=6\times (28-1)-(6-6)\times 1-(6-1)\times 26=32}
となる。
また、例えば車輪型移動機構の場合、車輪が路面に対し滑りを生じないならば、代数的な関係で表せない拘束条件（非ホロノミック拘束条件）が課せられることになる。このため、自由度の計算は単純ではない。

## 熱力学
熱力学では、平衡状態で自由にとることのできる状態変数の数を示す。
一般に、C 成分 P 相が平衡状態で存在する場合には、自由度 F は
{\displaystyle F=C-P+2}
というギブズの相律と呼ばれる式で表される。この場合、2 個の状態変数に加え、各成分の割合（から相の数を引いたもの）で状態を記述できる。
例えば、純水が液相のみで存在する場合、1 成分 1 相系であることより、自由度は 2。すなわち 2 個の状態変数（温度と圧力、温度と体積、など）で状態を記述できる。

## 統計学
統計学では、各種の統計量に関して自由度を定義している。
大きさ n の標本における観測データ (x1, x2, ..., xn) の自由度は n とする。それらから求めた標本平均 x についても同じ。
不偏分散
{\displaystyle s^{2}={\frac {\sum _{i=1}^{n}({\bar {x}}-x_{i})^{2}}{n-1}}}
については、
{\displaystyle {\bar {x}}={\frac {1}{n}}\sum _{i=1}^{n}x_{i}}
という関係式（ここで x は母集団平均 μ の推定量である）があるから、自由度は 1 少ない n − 1 となる。そのため分母には n − 1 を用いている。
日本工業規格では、「カイ二乗分布、F 分布、t 分布などのパラメータ」と定義している。